# Ademar José Gevaerd
Ademar José Gevaerd (Maringá, 19 de março de 1962 – Curitiba, 9 de dezembro de 2022) foi um ufólogo brasileiro, editor da Revista UFO, publicação do Centro Brasileiro de Pesquisas de Discos Voadores (CBPDV), entidade do qual também foi fundador e presidente. Também é director brasileiro da Mutual UFO Network (MUFON). Ele representou o Brasil no Center for UFO Studies e foi diretor para a América Latina do Annual International UFO Congress.
Esteve em diversas redes brasileiras de TV, além do Discovery Channel, National Geographic Channel e no History Channel, tendo discursado em muitas cidades do Brasil e em outros 50 países, além de ter realizado mais de 700 investigações de campo dos casos de Ovnis no Brasil. Era considerado um dos maiores ufólogos do mundo, uma das personalidades máximas do Brasil nesse assunto, membro de várias associações internacionais de ufologia. Considerado um dos mais respeitados ufólogos, é conhecido por seu empenho em tentar amparar todo fenômeno ufológico com o maior número possível de provas e testes.
Ainda na década de 1980, foi convidado pelo Dr. J. Allen Hynek para representar no Brasil o Center for UFO Studies (CUFOS).
Gevaerd sofreu uma queda em casa, no dia 30 de novembro de 2022, vindo a morrer no dia 9 de dezembro de 2022 no Hospital Pilar em Curitiba.

## Início de carreira
Gevaerd começou as suas atividades na Ufologia ainda muito jovem, com 13 anos. Foi professor de Química até 1986, quando desistiu da área para dedicar-se exclusivamente à Ufologia.
Em 6 de março de 1982, os espectadores num jogo de futebol no Morenão estádio em Campo Grande viram um objeto em forma de charuto com luzes em cada extremidade sobrevoando o local. Naquela época, Ademar José Gevaerd estava a ensinar química em Maringá, Paraná. Convencido de que o objeto era um disco voador, e ao ouvir falar de outros avistamentos, ao mesmo tempo em São Paulo, Paraná, Argentina, Bolívia e Paraguai, ele decidiu levar a cabo um estudo mais profundo sobre Ovnis.
Em 1985 lançou a revista Ufologia Nacional & Internacional, que cessou a publicação em 1986. Em 1986 deixou o emprego de professor para se dedicar em tempo integral ao estudo dos Ovnis. Enquanto participava de uma conferência em Las Vegas, em 1992, ele experimentou pessoalmente o que se pode afirmar ter sido um OVNI durante a condução no deserto de Nevada nos EUA, perto da base militar Área 51. Em 1988, começou a Revista UFO.

## As opiniões sobre UFOs

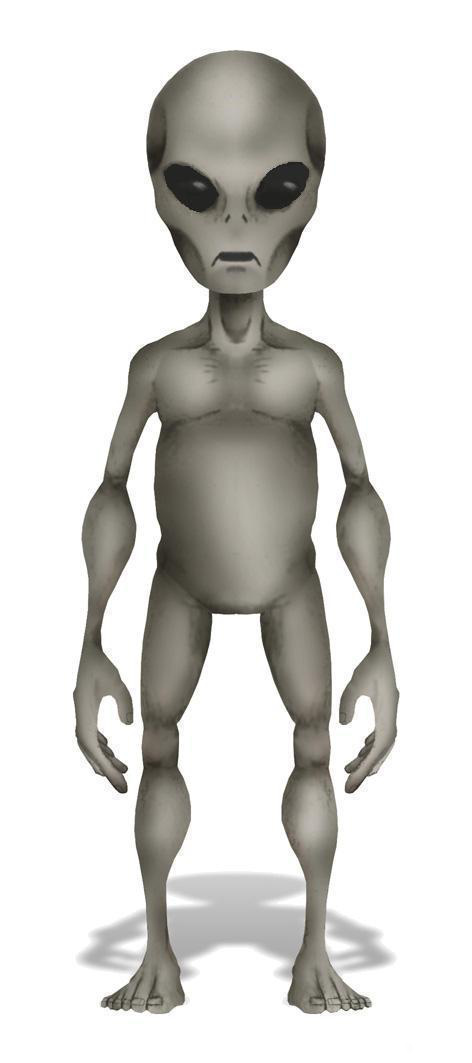
Impressão artística de um Grey.

Numa conferência de 1996 no Chile, Gevaerd informou que os avistamentos de Ovnis em todo o mundo haviam aumentado em mais de 200% no ano passado. Ele disse que "há lugares onde tem havido um aumento de 400 por cento. Isto significa uma verdadeira onda de UFOs visitando a Terra, e eu tenho mais de 100 slides para provar isso". Durante o Australian International UFO Symposium, em Brisbane, Queensland, Austrália em Outubro de 1996, ele discursou sobre dois alienígenas, alegadamente capturados pelo exército após o seu veículo espacial ter caído em Varginha, Minas Gerais, Brasil, a 20 de janeiro de 1996. A descrição de uma das criaturas foi semelhante ao do padrão curto "cinza", mas tinha pele castanha oleosa, olhos vermelhos e protuberâncias que poderiam ter sido chifres. Ambos os alienígenas foram vistos por muitas testemunhas, mas o exército advertiu que não se podia falar sobre o assunto Posteriormente, afirmou que seis alienígenas foram capturados bem como várias partes do seu aparelho. Havia testemunhas entre os bombeiros que foram os primeiros funcionários em cena, e os militares confirmaram a história.
Em 1997, o Comité Brasileiro de ufólogos e Gevaerd, organizaram o Fórum Mundial de Ufologia no Brasil, realizada em Brasília.
Respondendo a perguntas da plateia durante um talk show de 2001, ele descreveu os grandes avanços que haviam sido feitas na ovnilogia nos últimos anos, e particularmente no Brasil, que descreveu como um dos principais centros de pesquisa. Defendeu investigação séria sobre Ovnis contra quacksters procurando fazer dinheiro, e os comentaristas que ridicularizavam o assunto. Ele discutiu muitos avistamentos documentados, incluindo relatos na Bíblia. Observou que não havia evidências de que extraterrestres tinham estado envolvidos na construção das pirâmides do Egipto. Afirmou também que muitas espécies exóticas diferentes tinha visitado a Terra, e que por alguma razão, todos tinham dois braços, um tronco, duas pernas e uma cabeça.
Gevaerd denunciou o polêmico Urandir Fernandes de Oliveira, dizendo que ele tinha falsificado imagens de Ovnis com dispositivos como canetas laser. Falando de um vídeo de discos voadores sobre o Haiti lançado no YouTube no final de 2007, que tinha mais de 8 milhões de acessos no YouTube, ele disse "Foi o maior fenómeno UFO nos últimos 10 anos. Mas foi uma fraude deliberada. Essas coisas, enquanto eles popularizam ufologia, stink ". Ele disse que a fraude desmascarar é um trabalho importante para os ufólogos:. Fáceis de produzir e divulgar vídeos torna difícil separar o que é fabricado a partir do que é apenas inexplicável
Em julho de 2008 Gevaerd perguntou: "se já temos máquinas que podem investigar o solo de Marte, por que outros seres extraterrestres não ser capaz de desenvolver tecnologia para chegar à Terra?".
Ele disse que o problema é que os governos de vários países tratam a questão como algo secreto, mas expressou a esperança de que os responsáveis políticos estavam começando a mudar de atitude.
Em agosto de 2008 ele afirmou que a aceitação de ETs nunca tinha sido maior. Ele disse que 6 ou 7 de cada 10 pessoas entrevistadas, pelo menos, mais certeza do que não que não estamos sozinhos no universo e que somos visitados por outras espécies.
Em fevereiro de 2007, o documentário longa-metragem Fastwalkers foi lançado, com entrevistas de Gevaerd e outros sobre o assunto dos OVNIs e extraterrestres. Em julho de 2007 os escritórios da Revista UFO foram invadidos, com informações valiosas tiradas de arquivamento pastas do gabinete, junto com quatro computadores. Um policial disse que "é claro que a ação foi premeditada e realizada por elementos que tinham conhecimento das atividades da Revista UFO, experiência com computadores e sabia onde encontrar arquivos mais importantes da empresa". Gevaerd disse que que os esforços para impedir a publicação teria o efeito oposto. Essa semana a revista lançou seu documentário DVD 25, AsLuzes de Phoenix, descrevendo uma das maiores ondas de UFO na notícia, em março de 1997, na cidade do estado do Arizona, EUA.
Gevaerd foi um dos oradores, em junho de 2008, no primeiro Encontro Internacional de especialistas em ufologia em Lisboa, discutindo o Varginha incidente UFO.
Em agosto de 2009 ele foi um dos oradores em uma conferência de ufologia em San Clemente, Chile. Ele foi programado como palestrante na 18 ª Annual International UFO Congress Convenção e Festival de Cinema em Laughlin, Nevada, em fevereiro de 2009, falando sobre a necessidade de o público a exigir que as informações sobre o release do governo sobre vida extraterrestre.

## Círculos em plantações
Discutir avistamentos de OVNIs e círculos que apareceram perto Riolândia, São Paulo em janeiro de 2000, ele disse que os juncos dobrados não foram provas. O que importava era a aparência de objetos discoidal.
Em 2002, Gevaerd investigando círculos nos campos de Alton Barnes no sul da Inglaterra, a 30 km do resort de Avebury. Ele especulou que os círculos e outros projetos nos campos britânicos representaram algum tipo de mensagem codificada.
Em novembro de 2008, círculos em plantações foram encontradas no oeste de Santa Catarina. Gevaerd investigou os círculos, que segundo ele foram semelhantes aos círculos nas plantações que ele tinha investigado na Europa, começando com campos localizados a cerca de 150 milhas de Londres.
Mais tarde ele confirmou que não eram fraudulentos e disse apenas que eles diferem em aspectos menores dos círculos genuínos, e não havia evidência de fabricação.

## Informação do Governo
Gevaerd disse que uma das razões pelas quais os ufólogos não se deixam desanimar pela falta de provas para suas teorias é devido ao fato de a maioria deles acreditam na existência de uma conspiração do governo para esconder a verdade do povo. Em 15 de abril de 2004 Comitê Brasileiro de ufólogos Gevaerd lançou uma campanha chamada "Liberdade de Informação Já!" com o objetivo de pressionar o governo a liberar informações sobre avistamentos de OVNIs.
Em 20 de maio de 2005, Gevaerd liderou uma delegação de ufólogos que se reuniu com oficiais da Força Aérea Brasileira em Brasília liderado pelo brigadeiro Telles Ribeiro, chefe do Centro de Força Aérea de Comunicação Pública.
Em entrevista após a reunião, Gevaerd disse que seu grupo tinha sido mostrado informações sobre três casos específicos: o testemunho da cabeça de Varig, Nagib Ayub, em um ÓVNI visto em espaço aéreo no Rio Grande do Sul em 1954, depoimentos de pilotos que buscavam 21 OVNIs sobrevoando São Paulo, São José dos Campos e Rio de Janeiro em Maio de 1986, e uma investigação da Força Aérea Brasileira de OVNIs, realizada em 1977 no Pará, pelo Coronel Uyrangê Holanda , que morreu em 1997. De acordo com Holanda, "foram detectados pelo menos nove formas de objetos. Sondas, naves espaciais, forma de disco voador … Todos os relatórios foram enviados pela 1 ª  Comar para Brasília". Em um seminário de 2007 sobre UFOs no Chile, ele revelou "Operação Prato", um projeto de pesquisa altamente secreto UFO conduzida pela Força Aérea Brasileira.
Em março de 2008 da Força Aérea Brasileira brigadeiro José Carlos Pereira deu uma entrevista exclusiva ao Gevaerd, publicado em Revista UFO, na qual ele disse: "Todos os segredos ÓVNI deve ser divulgado". Em agosto de 2008 Gevaerd afirmou que o governo tem muita informação que os ÓVNIs entrar no espaço aéreo brasileiro todos os dias, mas se recusa a publicá-lo. Ao comentar a campanha para divulgação de informações do governo, em uma reunião de setembro de 2008 de entusiastas ÓVNI que ele disse: "Estamos sendo visitados por muitas civilizações de outros planetas. Tenho a sensação de que em breve teremos uma resposta para as perguntas que todos almejamos" .
Em abril de 2009, descreveu o Gevaerd desclassificação de documentos que sempre foram declarados TOP SECRET como um evento histórico. Ele disse que nenhum país tinha ido tão longe na divulgação de informações sobre UFOs. Em setembro de 2009, Gevaerd anunciou a recepção de um conjunto significativo de novos documentos do governo UFO, algumas das quais tinham sido em segredo por 80 anos. Os documentos incluídos novos detalhes de relatos de OVNI na noite de 19 de maio de 1986, quando 21 objetos esféricos, que de acordo com fontes militares foram 100 metros de diâmetro, foram detectados por radar e avistados por pilotos civis e literalmente bloqueou os principais aeroportos no Brasil incluindo São Paulo e Rio de Janeiro. No entanto, Gevaerd disse em uma entrevista que as fitas das operações de interceptação de que o evento havia sido destruída. Em março de 2010 Gevaerd discutiu a desclassificação de documentos UFO pela administração do presidente Luiz Inácio Lula da Silva, dizendo que em 2009 tinha recebido entre 50 e 80 documentos com um total de quatro mil páginas de informações que continham investigações das forças armadas sobre o fenômeno UFO.
Em uma entrevista em Agosto de 2010 para o Terra Magazine, Gevaerd comentou sobre o decreto do Governo Federal que a Força Aérea deve enviar registros de qualquer avistamentos de ÓVNIs para o Arquivo Nacional, dizendo que a decisão foi em resposta à campanha pelo Comitê Brasileiro de entusiastas de ÓVNIs pela liberdade de informação. Ele observou que os documentos já divulgados confirmaram que os ÓVNIs tinham sido avistados com freqüência, e disse que o governo tinha mais de 12 toneladas de documentos sobre esses avistamentos. Comentando sobre alguns documentos iniciais lançado pela Força Aérea em 20 de março de 1996 avistamentos de UFOs em cinco cidades do sul do Brasil, ele disse: "É apenas a ponta do iceberg". A Força Aérea disse que não iria liberar documentos secretos. Brigadeiro José Carlos Pereira, encarregado de registros de UFO, disse: "Se um fenômeno extraordinário acontecer, obviamente que serão mantidos em segredo".

## Vida pessoal
Ademar teve dois filhos, Daniel e Daniela Gevaerd. Daniel foi participante da "Casa de Vidro", uma etapa preliminar do Big Brother Brasil 9, mas não chegou à etapa principal do programa. Já Daniela era gerente e administradora da Revista UFO, e morreu em 8 de março de 2015, em Campo Grande, em decorrência de um acidente de trânsito.